# Silene samojedorum
Silene samojedorum är en nejlikväxtart som först beskrevs av Sambuk, och fick sitt nu gällande namn av Oxelman. Silene samojedorum ingår i släktet glimmar, och familjen nejlikväxter. Inga underarter finns listade i Catalogue of Life.